# Microregione di Caracaraí
Caracaraí è una microregione dello Stato del Roraima in Brasile appartenente alla mesoregione di Sul de Roraima.

## Comuni
Comprende 3 comuni:
- Caracaraí
- Iracema
- Mucajaí